# Ту Му
Ту Му (кин: 杜牧; пин: Dù Mù, 803—852) је био познат кинески песник касне Танг династије.
Ту Му је био рођен у Чан'ану у елитној породици чије богатство је било у паду. Имао је дугу и успешну каријеру у државној служби. Звали су га „Мали Ту“ да би га разликовали од песника Ту Фуа.
Ту Му је написао седмосложне песме велике уметничке вредности као што су „Пролеће јужно од реке“, „Црвена стена“, „Сидриште на реци Ћинхуаи“ и друге.